# La hermana San Sulpicio (película de 1934)
La hermana San Sulpicio es una película española dirigida por Florián Rey, basada en la novela de Armando Palacio Valdés y protagonizada  por Imperio Argentina y Miguel Ligero. Se trata de la versión sonora de la película homónima del año 1927, la cual fue dirigida y protagonizada también por Florián Rey e Imperio Argentina respectivamente.

## Sinopsis
El doctor Ceferino Sanjurjo viaja desde el pueblo orensano de Viana do Bolo al balneario de Marmolejo para disfrutar de las aguas termales del establecimiento. Allí encontrará a la madre superiora del Convento del Corazón de María de Sevilla, acompañada por dos jóvenes hermanas de la congregación. Ceferino queda deslumbrado por Gloria, a la que llaman hermana San Sulpicio, quien a su belleza une una chispeante alegría y una voz excepcional.

## Reparto
- Imperio Argentina como Gloria / Hermana San Sulpicio
- Miguel Ligero como	Daniel Suárez
- Salvador Soler Marí como Ceferino Sanjurjo
- Rosita Lacasa como Isabel
- Ana Adamuz como Paca
- Luis Martínez Tovar como Don Óscar
- Mari Paz Molinero
- Emilio Portes
- María Anaya como Madre Florentina
- Enrique Vico
- Juan Calvo como Hombre que pide otra copla
- Nicolás Perchicot como Señor Paco